# Aik Mnatsakanian
Aik Samvelovič Mnatsakanian (in armeno Հայկ Մնացականյան?; in bulgaro Айк Мнацаканян?, Ajk Mnacakanjan; Akhalkalaki, 14 ottobre 1995) è un lottatore bulgaro di origini armene, specializzato nella lotta greco-romana.
In carriera ha vinto due medaglie di bronzo iridate nella categoria dei -72 kg a Budapest 2018 e Nur-Sultan 2019 e due continentali, a Bucarest 2019 nei 72 kg e a Budapest 2022 nei -77 kg. Ha rappresentato la Bulgaria  ai Giochi olimpici estivi di Tokyo 2020 e Parigi 2024.

## Biografia

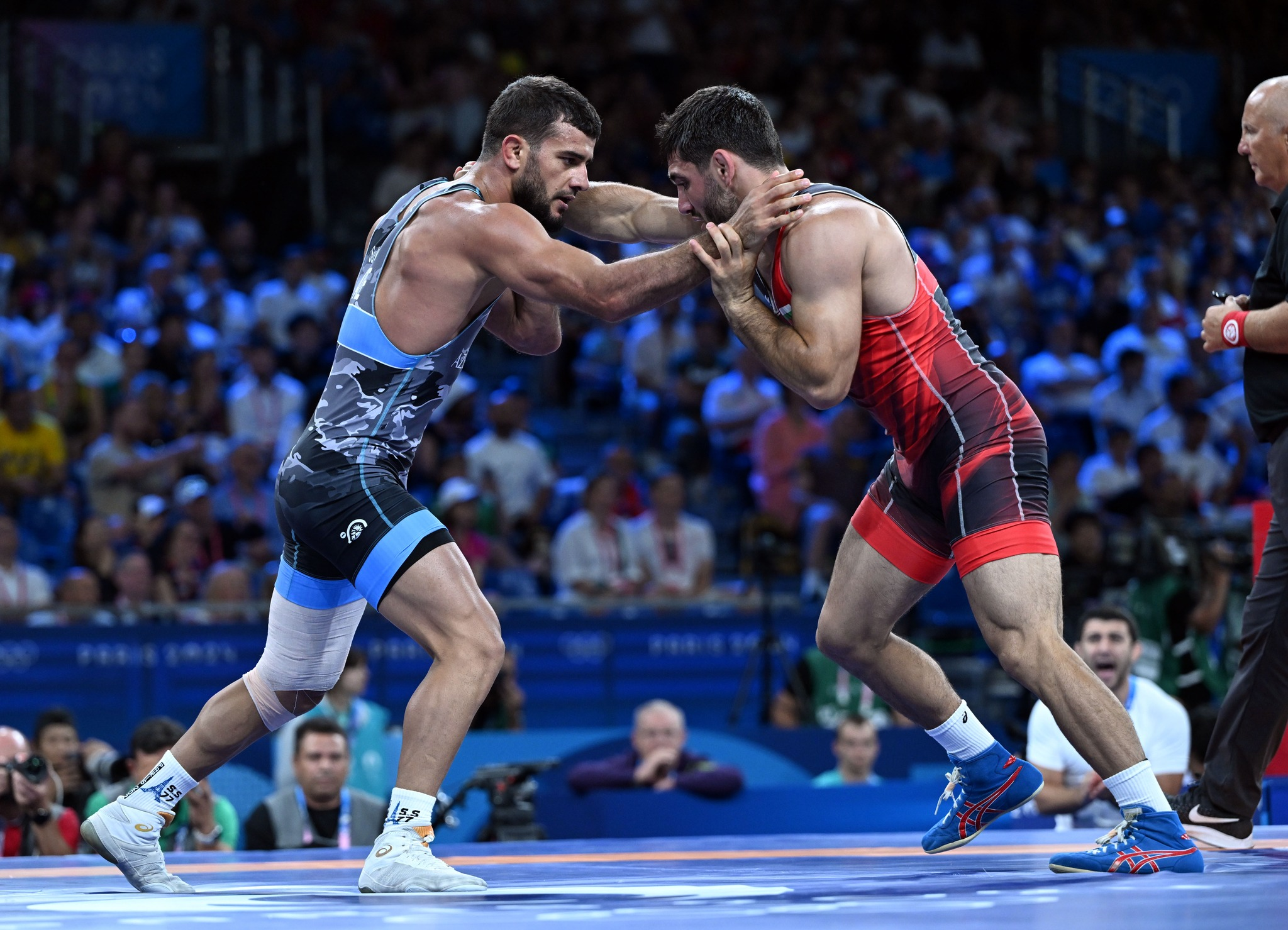
Aik Mnatsakanian (a destra) e Sənan Süleymanov ai Giochi olimpici di.

Nato nella regione di Samtskhe-Javakheti in Georgia, da una famiglia di origini armene, ha iniziato a praticare la lotta all'età di sette anni, quando viveva con la famiglia a Mosca in Russia. 
Nel 2017 si è trasferito in Bulgaria, mentre i suoi famigliari sono rimasti in Russia, e ha iniziato a gareggiare sotto la bandiera bulgara.
Ha rappresentato la Bulgaria ai Giochi olimpici estivi di Tokyo 2020, dove è stato eliminato agli ottavi del torneo dei 77 kg dal croato Božo Starčević.
La sua seconda apparizione olimpica è avvenuta a Parigi 2024,  dove è stato nuovamente eliminato agli ottavi nella categoria dei 77 kg dall'azero Sənan Süleymanov.

## Palmarès
| Anno | Manifestazione  | Sede       | Evento | Risultato | Note |
| ---- | --------------- | ---------- | ------ | --------- | ---- |
| 2018 | Mondiali        | Budapest   | 72 kg  | Bronzo    |      |
| 2018 | Mondiali U23    | Bucarest   | 72 kg  | 8º        |      |
| 2019 | Europei         | Bucarest   | 72 kg  | Bronzo    |      |
| 2019 | Mondiali        | Nur-Sultan | 72 kg  | Bronzo    |      |
| 2020 | Europei         | Roma       | 77 kg  | 5º        |      |
| 2021 | Giochi olimpici | Tokyo      | 77 kg  | 12º       |      |
| 2021 | Mondiali        | Oslo       | 77 kg  | 24º       |      |
| 2022 | Europei         | Budapest   | 77 kg  | Bronzo    |      |
| 2022 | Mondiali        | Belgrado   | 77 kg  | 29º       |      |
| 2023 | Europei         | Zagabria   | 77 kg  | 8º        |      |
| 2023 | Mondiali        | Belgrado   | 77 kg  | 20º       |      |
| 2024 | Europei         | Bucarest   | 77 kg  | 5º        |      |
| 2024 | Giochi olimpici | Parigi     | 77 kg  | 12º       |      |